# Knut Tore Apeland
Knut Tore Apeland (* 11. Dezember 1968 in Haukeli, Telemark) ist ein ehemaliger norwegischer Nordischer Kombinierer. Sein größter Erfolg waren zwei Team-Weltmeistertitel 1995 und 1997.

## Werdegang
Sein internationales Debüt gab Apeland am 17. Dezember 1988 im Rahmen des Weltcups in Saalfelden am Steinernen Meer. Dabei gelang ihm als 14. auf Anhieb der Gewinn von zwei Weltcup-Punkten. Überraschend gewann er gut zwei Wochen später in Oberwiesenthal seinen ersten Weltcup. Nachdem er im Januar in Reit im Winkl und Breitenwang die Ränge neun und sieben errang, stand er zum Saisonende in Oslo als Dritter erneut auf dem Podium. Seine erste Saison 1988/89 beendete er mit seinen Erfolgen auf dem fünften Rang der Gesamtwertung. Bei den Norwegischen Meisterschaften 1989 in Vikersund gewann er hinter den Brüdern Trond Einar und Bård Jørgen Elden im Einzel die Bronzemedaille.
In die Saison 1989/90 startete Apeland mit einem guten fünften Rang im Schweizer St. Moritz. Im Februar 1990 gelang Apeland in Leningrad als Zweiter wieder der Sprung aufs Podium. Nur drei Wochen später gewann er den Einzel-Weltcup in Lahti. Nachdem er in Oslo als Vierter nur knapp einen weiteren Podestplatz verpasste, landete er in der Gesamtwertung auf Rang drei. Bei den Norwegischen Meisterschaften 1990 verteidigte er seine Bronzemedaille.
In der Saison 1990/91 gelang Apeland erstmals kein Podestplatz. So erreichte er nach nur sechs Weltcups Rang acht der Gesamtwertung. Auch bei den Norwegischen Meisterschaften 1991 kam er erneut nicht über Bronze hinaus. Zurück in die Weltspitze fand er jedoch schnell und erreichte bereits beim Auftaktweltcup der Saison 1991/92 in Courchevel als Dritter wieder einen Podestplatz.
Bei den Olympischen Spielen 1992 in Albertville startete er im Einzel- und im Teamwettbewerb. Im Einzel verpasste er als Zehnter einen Medaillenerfolg deutlich. Gemeinsam mit Fred Børre Lundberg und Trond Einar Elden konnte er aber schließlich im Teamwettbewerb die Silbermedaille gewinnen. Bei seinem ersten Weltcup nach den Spielen in Lahti stand er als Zweiter auf dem Podium. Bei den Norwegischen Meisterschaften 1992 gewann er zum vierten Mal in Folge die Bronzemedaille im Einzel der Kombination.
In Falun startete Apeland 1993 bei den Nordischen Skiweltmeisterschaften. Im Einzel gewann er hinter Kenji Ogiwara Silber, bevor er auch mit der Mannschaft beim Teamwettbewerb hinter den Japanern diese Medaille gewann. Bei den Norwegischen Meisterschaften 1993 in Lillehammer gelang ihm auch zum ersten und auch letzten Mal der Gewinn einer Silbermedaille im Einzel.
Nachdem Apeland in die Weltcup-Saison 1993/94 erneut erfolgreich gestartet war, gehörte er auch zum Kader für die Olympischen Winterspiele 1994 in Lillehammer. Mit der Mannschaft gewann er dort erneut die Silbermedaille. Im Einzel konnte er an das Ergebnis von 1992 nicht anknüpfen und belegte am Ende Rang 11.
Zu Beginn der Saison 1994/95 gewann er den Weltcup in Steamboat Springs. Auch in Vuokatti im Januar war Apeland erfolgreich. Auch bei der Weltmeisterschaft 1995 in Thunder Bay wurde er Weltmeister mit dem norwegischen Team. Nachdem er auch in seinem letzten Weltcup der Saison mit Platz zwei in Sapporo noch einmal einen Podestplatz erreicht hatte, beendete er die Saison noch einmal auf Rang drei der Gesamtwertung.
Apelands erfolgreichste Saison folgte mit der Saison 1995/96. Nachdem er die Saison mit dem Sieg in St. Moritz begann, erreichte er bis auf einen vierten und einen fünften Rang in allen Weltcups einen Podestrang. In der Gesamtwertung landete er damit auf Rang eins und gewann damit die Gesamtweltcup-Wertung.
In der folgenden Saison 1996/97 konnte er an diesen Erfolg nicht mehr anknüpfen. Trotz teilweise schwacher Ergebnisse im Weltcup, gewann er im heimischen Trondheim bei der Nordischen Skiweltmeisterschaft 1997 gemeinsam mit der Mannschaft den Weltmeistertitel.
In den folgenden Jahren fiel es Apeland schwer, an der Weltspitze zu bleiben. Erreichte er in der Saison 1998/99 noch mehrere Top-10-Platzierungen und Rang 13 der Gesamtwertung, konnte er in der Saison 1999/2000 nur noch einen Einzel-Top-10-Platz erreichen und landete so in der Gesamtwertung nur auf Rang 24. Kurz vor Ende seiner letzten Weltcup-Saison konnte er aber in seinem ersten und einzigen Team-Massenstart-Weltcup gemeinsam mit der Mannschaft als Dritter noch einmal einen Podestplatz erreichen.

## Erfolge

### Weltcup-Siege
| Datum             | Ort               | Land       | Disziplin |
| ----------------- | ----------------- | ---------- | --------- |
| 29. Dezember 1988 | Oberwiesenthal    | DDR        | Einzel    |
| 2. März 1990      | Lahti             | Finnland   | Einzel    |
| 29. November 1994 | Steamboat Springs | USA        | Einzel    |
| 28. Januar 1995   | Vuokatti          | Finnland   | Einzel    |
| 16. Dezember 1995 | St. Moritz        | Schweiz    | Einzel    |
| 4. Februar 1996   | Seefeld in Tirol  | Österreich | Einzel    |
| 23. Februar 1996  | Trondheim         | Norwegen   | Einzel    |

### Weltcup-Statistik
Die Tabelle zeigt die erreichten Platzierungen im Einzelnen.
- Platz 1.–3.: Anzahl der Podiumsplatzierungen
- Top 10: Anzahl der Platzierungen unter den ersten zehn
- Punkteränge: Anzahl der Platzierungen innerhalb der Punkteränge
- Starts: Anzahl gelaufener Rennen in der jeweiligen Disziplin

| Platzierung         | Einzel a | Sprint | Massenstart | Team   | Team    | Gesamt |
| Platzierung         | Einzel a | Sprint | Massenstart | Sprint | Staffel | Gesamt |
| ------------------- | -------- | ------ | ----------- | ------ | ------- | ------ |
| 1. Platz            | 7        |        |             |        |         | 7      |
| 2. Platz            | 8        |        |             |        |         | 8      |
| 3. Platz            | 11       |        |             |        | 1       | 12     |
| Top 10              | 62       | 5      |             |        | 1       | 68     |
| Punkteränge         | 77       | 13     | 1           |        | 1       | 92     |
| Starts              | 78       | 14     | 1           |        | 1       | 94     |
| Stand: Karriereende |          |        |             |        |         |        |